# Tomorrow Hit Today
Tomorrow Hit Today — пятый альбом американской гранж-группы 
Mudhoney выпущен на лейбле Reprise Records 22 сентября 1998 года. Помимо гранжа на альбоме присутствуют песни жанра гаражный панк и блюз. Название альбома — отсылка к песне «When Tomorrow Hits», которая была выпущена на первом альбоме группы.

## Список композиций
1. «A Thousand Forms of Mind» — 4:43
2. «I Have to Laugh» — 3:29
3. «Oblivion» — 3:26
4. «Try to Be Kind» — 2:55
5. «Poisoned Water» — 2:45
6. «Real Low Vibe» — 2:55
7. «This Is the Life» — 3:32
8. «Night of the Hunted» — 3:05
9. «Move With the Wind» — 3:49
10. «Ghost» — 4:33
11. «I Will Fight No More Forever» — 2:54
12. «Beneath the Valley of the Underdog» — 5:16

## Принимали участие в записи
- Марк Арм — гитара, вокал, орган
- Стив Тёрнер — гитара
- Мэтт Лукин — бас-гитара
- Дэн Питерс — барабаны, перкуссия